# Kennenburg
Kennenburg ist ein Stadtteil von Esslingen am Neckar.

## Geschichte
Der Name des Stadtteils Kennenburg lässt sich auf ein Mitglied des Esslinger Patriziergeschlechts Kürn zurückführen, das 1384 als Burgbesitzer genannt ist („des Kürnen Burg“). Diese Burg  lag im Talgrund östlich des Hainbachs und wird 1303 als „Gesäß“, 1322 als „Bergfried im Hainbach“ urkundlich erwähnt. Vermutlich im Großen Städtekrieg 1449 zerstört, wurde ihre Ruine 1589 abgebrochen. Aus einem 1317 überlieferten ersten Wohnplatz am Stäffelesweg entwickelte sich eine Häusergruppe „Klupellen“, die in dem nach der Burg benannten Weiler Kürnenburg aufgegangen ist. 1774 bestand der Ort aus nur fünf Häusern, 1813 hatte er 25 Einwohner. Fortan setzte sich der Ortsname Kennenburg durch. 1840 gründeten Esslinger Honoratioren eine Kaltwasserheilanstalt, der König Wilhelm I. von Württemberg einen Besuch abstattete und die fünf Jahre später in eine Heilanstalt für Gemüts- und Nervenkranke der „gebildeten Stände“ umgewandelt wurde, wodurch sie überregionale Bedeutung erlangte. Nach mehreren Besitzerwechseln kam sie als Privatklinik 1941 in den Besitz der Stadt Esslingen, die die Gebäude als Frauenklinik, Hilfskrankenhaus und Altersheim nutzte. Nach deren Abbruch wurde auf dem Gelände in den 1970er Jahren das Geriatrische Zentrum errichtet, das heute das Ortsbild dominiert. Der Rest einer 1881 erbauten Kelter, letzte bauliche Erinnerungsstätte an über 700 Jahre Weinbaukultur in Kennenburg, deren Lage zudem vom Platz der vormaligen historischen Kelter eingenommen worden sein dürfte, wurde 2013 niedergelegt. Heute leben knapp 600 Einwohner in dem Esslinger Stadtteil.  

## Politik
Der Ansprechpartner für die Belange des Stadtteils für die Stadtverwaltung und den Gemeinderat von Esslingen ist der Bürgerausschuss St. Bernhardt, Kennenburg, Wiflingshausen. Auf der Stadtteilebene gestaltet der Bürgerausschuss das kommunale Leben mit. Er ist Mitglied der Arbeitsgemeinschaft der Bürgerausschüsse, diese besteht zum Erfahrungsaustausch und zur Koordination der einzelnen Bürgerausschüsse der Stadt.
Grundlage für die Arbeitsweise und den Aufbau des Bürgerausschusses und der Arbeitsgemeinschaft ist der von der Arbeitsgemeinschaft am 21. Februar 1991 beschlossene Status.
Als Grundlage für die Zusammenarbeit zwischen dem Bürgerausschuss, dem Gemeinderat und der Verwaltung wurde eine Vereinbarung getroffen. Diese wurde von der Arbeitsgemeinschaft am 17. Juli 1990 gebilligt und vom Gemeinderat am 10. Dezember 1990 genehmigt. Im Juni 2000 wurde sowohl der Status als auch die Vereinbarung redaktionell überarbeitet.
In der öffentlichen Bürgerversammlung, die die Stadt Esslingen am 18. Juli 2019 in der Sängerkranzgaststätte in St. Bernhardt durchführte, wurde der Bürgerausschuss St. Bernhardt, Kennenburg, Wiflingshausen für 3 Jahre gewählt.